# Tóratekercs
A tóratekercs (héberül: széfer tóra / ספר תורה) a zsidó vallás egyik legfontosabb kegytárgya. Egy kézzel írott pergamentekercs, amely tartalmazza Mózes öt könyvét. A tóratekercsnek különösen szigorú elvárásoknak kell megfelelnie, például: kóser állatbőrből kell készülnie, kézzel kell másolni és semmit sem szabad változtatni rajta. Minden zsinagógában legalább három tekercsnek kell lennie, ezeket az imatér központi helyén, a tóraszekrényben vagy más néven frigyszekrényben tárolják.

### Története
„Most pedig írjátok fel magatoknak ez éneket, és tanítsd meg arra Izráel fiait; adjad azt szájokba, hogy legyen nékem ez ének bizonyságul Izráel fiai ellen.”(5Móz 31:19) Ezt a Tóra végéhez közel olvasható verset értelmezi úgy a zsidó hagyomány, mint az Örökkévaló utasítását a tóratekercs készítésére. Az ókori Izraelben minden szent szöveget pergamentekercsekre rögzítettek. Hagyománytiszteletből a mai napig tekercs formájú, pontozatlan szöveget használnak a zsinagógai liturgiához.

#### A legrégebbi tekercs
A világ legrégibb tóratekercsét az izraeli Ein Gedi zsinagógában találták meg. A tekercs i.e. 300 körül volt használatban. Ez az erősen összeégett tekercstöredék Mózes harmadik könyvének (Leviticus) kezdetét tartalmazza. Mivel ez a tekercs kezdete volt, arra következtetnek a kutatók, hogy ebben az időben még nem volt olyan halákhikus előírás, ami kimondta volna, hogy liturgikus célra csak Mózes öt könyvét egyben tartalmazó tekercset lehet használni.

### Előállítása
Háromféle bőrt használnak íráshoz: a gevil-t, a keláf-ot és a dohszosztosz-t. Gevil-nek nevezik a kikészített bőrnek azt a fajtáját, amelyről csak a szőrt kaparták le, ez a tóratekercsek alapanyaga. Ha a bőrt kettérepesztették, akkor a külső részét keláf-nak a belső részét dohszosztosz-nak nevezték. A pergamen e két fajtája közül csak a keláf használható tóraíráshoz. Csak kóser állatbőrből készülhet a pergamen, vagyis olyan állat bőréből, amit el lehet fogyasztani. Csak fekete tintával szabad írni, a babiloni Talmud szerint koromból (olajkoromból) kell a tintát készíteni. A talmudi korban írónádat használtak, később madártollat, de nincs tiltva az acéltoll használata sem. A vonalazás a tóraírás elmaradhatatlan része: a vonalakat vékonyan a pergamenbe karcolják.
A szöveget hasábokra osztva írják: egy sorban kb. 40–50 betű és hasábonként 40–50 sor van, de erre nincsenek pontos szabályok. A mai tóratekercsek nagyobbak, mint korábban voltak, a tekercsek átlagos magassága 60–80 centiméter. A megnövekedett méret a szentkönyv tekintélyét nyomatékosítja. A lap mérete a feldolgozott bőr nagyságától függ. Egy nagyobb lapra 4–5 hasáb fér el, de nyolc hasábnál többre egy lapot sem szabad használni. A megírt lapokat összevarrják, a varrásra való fonalat is bőrből kell sodorni. Fönt és lent egy darabon nem szabad összevarrni, nehogy a legöngyölésnél megsérüljön. Ha megkarcolódik vagy tinta cseppen a bőrre, nem szabad a tóratekercset nyilvános felolvasásnál használni.

#### A szofér munkája
A szofér az a képzett írnok, aki a Tórát, valamint a tefilinben és a mezuzában elhelyezett, és más szent szövegeket másolja a szigorú, részletes előírásoknak megfelelően. Hagyományosan csak vallásos, felnőtt zsidó férfi lehetett szofér, de a 21. században már női tóramásolók is dolgoznak.
Ha egy betűt elhibázott, azt ki kell vakarni, és a helyes betűt odaírni. Azonban az Örökkévaló nevében vétett hibát tilos javítani, az egész lapot cserélni kell. Ha egy szót kihagyott, a sorközbe írja a javításokat. A héber szavak elválasztása tilos, szükség esetén egyes betűk megnyújthatók úgy, hogy a sor mindig teljes szóval végződjön. A szoférek istentiszteleti aktusnak tekintik a Tóra másolását és a legszigorúbb testi és lelki tisztaságra fegyelmezik magukat, és naponként, mielőtt a másolást megkezdik, rituálisan megfürdenek a mikvében.
A szofér kötelessége továbbá a használatban lévő tóratekercsek átvizsgálása, szükség esetén javítása is. Ha a tekercsen javíthatatlan hibát talál, többé nem lehet liturgiai célokra használni. Mivel a tóratekercs tartalmazza a tetragrammatont (négy betűs istennév), így tilos kidobni. A használhatatlan darabokat – akár egész tekercset, akár csak pergamen foszlányokat – genizába kell helyezni, vagy el kell temetni.

### Szerepe a zsinagógai életben
Hetente négyszer olvasnak belőle, ilyenkor a tóratekercset előveszik a tóraszekrényből, és a bimán helyzik el. Ünnepekkor további olvasási alkalmak is vannak, illetve a különböző helyekről való szakaszok gyorsabb megtalálásához két vagy akár három tóratekercset vesznek elő.

#### Szimhát Tóra
A Tóra örömünnepe, mivel a zsinagógai felolvasás évente ismétlődő ciklusa – az ötvennégy hetiszakasz olvasása – ezen a napon fejeződik be és kezdődik újra. Ezen az ünnepen valamennyi tóratekercset előveszik, és örvendezve körbehordják.

### A tóratekercs díszei
Magyarországon az askenázi hagyományokat követik a zsinagógákban, így az itt bemutatott díszítő elemek ennek felelnek meg. Más területek zsidó közösségei eltérő tárgyakat használnak a tóraterercsek védelmére és díszítésére.

#### Tóraköntös
Jellemzője, hogy felül két lyuk van rajta, hiszen az átkötött, álló tóratekercs két tartórúdjára, vagyis az ,,életfára” kell azt ráhúzni. A ruha felső részébe szokás kerek, vagy ovális vázat beledolgozni, hogy jól megtartsa a tekercsre simuló anyagot. A tóraköntös kívülről gazdagon díszített (korona, kettős kőtábla, oroszlán, Dávid csillag, menóra, két oszlop), gyakran donátori feliratot is hímeznek rá. Anyaga többnyire bársony, de más szép, színes anyag felhasználására is van példa.

#### Tóramutató
Olvasás közben a sortévesztés kivédésére a tóramutató (héberül: jád) segítségével követik a sorokat. A tekercshez kézzel hozzányúlni nem szabad. Fémből vagy fából készül a tóramutató, a jobb módú közösségekben ezüstből. Általában 22–28 cm hosszú, kinyújtott mutatóujjú kézfejben végződő pálca.

#### Tóravért, rimonpár, tórakorona
A tóravért vagy tórapajzs láncon függő pajzsszerű fémlap. A Biblia (2Móz 28:15–30) szerint a főpap mellét díszítette a hósen, amelyen Izrael törzseinek nevei és a törzseket szimbolizáló 12 drágakő helyezkedett el. Ennek emlékét őrzi ma tóraköntös fölé akasztott tóravért. A tóratekercs tartórúdjai felső, a tóraköntösből kibújtatott részére rimonpárt vagy tórakoronát helyeznek. A rimonpár henger alakú, felső részén többnyire gránátalma formájú, csengőkkel díszített tárgy. A rimon jelentése gránátalma, melyet vérvörös leve miatt az élet szimbólumának tekintettek. A tórakorona mindig míves ezüstmunka, általában csengettyűkkel díszítik. A gránátalma és a csengettyűk is a főpap ruhájának díszítőelemeire emlékeztetnek (2Móz 28:33–35).

### További irodalom
- Kalmár Lajos – Deutsch Gábor – Faragó Vera, A Dohány utcai zsinagóga és a zsidó múzeum kincsei (Pécs: Alexandra, 2005), pp. 43–60.
- Köves Slomó – Oberlander Brauch, A zsidó tudományok. Fejezetek a klasszikus forrásokból (Budapest: Zsidó Tudományok Szabadegyeteme, 2003), pp. 154–165.
- Minden, amit tudni akart a Tóráról... (2014, Online Edition), (Letöltve: 2019. november 26.)